# Melati Suryodarmo
Melati Suryodarmo (Surakarta, 12 luglio 1969) è una performance artist indonesiana. Le sue esibizioni fisicamente impegnative fanno uso di movimenti ripetitivi e spesso durano molte ore, 
aggiungendo talvolta "un livello di assurdità fattuale".
Suryodarmo si è esibita in tutta l'Europa, in Asia e Nord America.
Nata a Surakarta, ha frequentato l'Università di Padjadjaran, laureandosi in relazioni internazionali prima di trasferirsi in Germania, dove ha vissuto per 20 anni, studiando performance art all'Accademia di belle arti di Braunschweig con il coreografo di butō Anzu Furukawa e la performance artist Marina Abramović.
In seguito è tornata in Indonesia e ha fondato Undisclosed Territory, un festival annuale di performance art. È stata la prima donna a ricoprire il ruolo di direttrice artistica della Biennale di Jakarta. Suryodarmo è stata definita "una tra gli artisti performativi più famosi usciti dall'Indonesia". Nel 2022 le è stato conferito l'undicesimo Bonnefanten Award for Contemporary Art (BACA) dal Bonnefantemuseum.

## Biografia
Melati Suryodarmo è nata il 12 luglio 1969 a Surakarta, in Indonesia. La madre, una ballerina tradizionale giavanese, è morta quando lei era giovane. Il padre, Suprapto "Prapto" Suryodarmo, negli anni settanta ha sviluppato una pratica di movimento e di meditazione chiamata Amerta. Melati è una ballerina sin da quando era bambina. Ha imparato presto il Tai Chi e ha iniziato a studiare la meditazione Sumarah, originaria di Giava, all'età di 11 anni. Ha frequentato l'Università Padjadjaran di Bandung, ha partecipato a manifestazioni studentesche contro il regime di Suharto alla fine degli anni '80 e fatto parte dell'associazione studentesca clandestina. Si è laureata in relazioni internazionali e politica nel 1993. Suryodarmo ha partecipato a spettacoli di teatro e danza dal 1988 al 1995.
Ha lasciato l'Indonesia nel 1994, trasferendosi a Braunschweig, in Germania. Ha trovato lavoro ritoccando fotografie e ha pianificato di continuare i suoi studi in relazioni internazionali. In seguito a un incontro casuale nei giardini botanici della città con il coreografo giapponese di butō Anzu Furukawa, Suryodarmo ha sviluppato un interesse per la performance art. Ha studiato scultura e performance art alla Accademia di belle arti di Braunschweig con Furukawa, che descrive come la sua "più grande influenza sul suo pensiero". Oltre ad imparare il Butoh da Furukawa, Suryodarmo ha anche studiato coreografia, costumi e messa in scena.
Nel 1996, ha preso parte allo spettacolo di danza Kashya-kashya Muttiku con Yuko Negoro alla FBZ di Braunschweig e in seguito ha preso lezioni dalla performance artist Marina Abramović. Nel 2001 ha conseguito una laurea in belle arti e l'anno dopo un MFA in performance art. In seguito ha lavorato come assistente per Abramović e ha anche studiato arte basata sul tempo con Mara Mattuschka.
Suryodarmo si è esibita come "installazione vivente" insieme al suo ex professore durante la Biennale di Venezia del 2003.
Dopo aver vissuto in Germania per 20 anni, è tornata in Indonesia nel 2013, dove ha lavorato per rendere popolare la performance art nel paese. Nel 2007 ha fondato nella sua città natale il festival annuale di performance art Undisclosed Territory, che comprende laboratori per giovani con artisti locali. Nel 2012 ha convertito il suo home studio in Studio Plesungan, un laboratorio artistico per Undisclosed Territory e laboratori di performance art.
Dal 2013 al 2016 è stata docente ospite presso l'Istituto indonesiano delle arti di Yogyakarta.
Nel 2017 è stata la prima donna ad assumere il ruolo di direttrice artistica della Biennale di Jakarta. Ha tenuto una mostra personale al Museo Macan (Museo d'arte moderna e contemporanea di Nusantara) nel 2020.

## Opere
Suryodarmo in genere produce uno o due nuovi spettacoli ogni anno. Molti dei suoi pezzi sono forme di arte performativa, fisicamente impegnative. Il suo uso di movimenti ripetitivi in lunghe performance crea significato riducendo il movimento e le azioni al minimo indispensabile. Piuttosto che pianificare le sue emozioni per i suoi pezzi, Suryodarmo pianifica "una piattaforma d'azione con molte considerazioni di pensiero". Ha così commentato il suo lavoro: "Intendo toccare il confine fluido tra il corpo e il suo ambiente attraverso le mie opere d'arte. Miro a creare un livello concentrato di intensità senza l'uso di strutture narrative. [...] Mi piace quando una performance raggiunge un livello di assurdità fattuale."
Oltre alla performance art, lavora anche con installazioni, video e fotografia. Si è esibita in tutta l'Europa, in Asia e Nord America.
In una recensione delle opere di Suryodarmo, Michelle Antoinette ha scritto che la sua arte performativa è un "veicolo per venire a patti con aspetti contrastanti della sua identità", in particolare come donna nel contesto della cultura indonesiana e interculturale, come residente sia in Germania che in Indonesia. In un'intervista per ArtAsiaPacific, Eva McGovern-Basa ha scritto che le esibizioni di lunga durata di Suryodarmo spesso comportano azioni ripetitive che "affrontano il contenimento fisico, la resistenza e la trasformazione, nonché la contemplazione di oggetti e ambienti accuratamente selezionati che innescano un movimento poetico".

### Exergie – Butter dance
Exergie - Butter Dance è tra le opere più iconiche di Suryodarmo. Ha debuttato con uno spettacolo di 20 minuti nel 2000 al Teatro Hebbel di Berlino. L'esibizione si apre con l'entrata dell'artista al suono del tamburo cerimoniale indonesiano che di solito accompagna la Pakarena, una danza bugis di Makassar, Sulawesi meridionale. Indossando scarpe col tacco alto e un abito nero attillato, inizia a ballare, calpestando 20 blocchi di burro disposti sul pavimento. Man mano che il ritmo dei tamburi aumenta e il burro si scioglie, l'artista scivola e cade a terra. Dopo ogni caduta, si alza e ricomincia a ballare, ripetendo l'intero processo. L'aspettativa di ogni inevitabile caduta crea una tensione nel pubblico, generando simpatia e fascino per la sua perseveranza, nonostante l'apparente futilità delle sue azioni.
Il lavoro è nato da un corso frequentato con Abramović, nel quale l'artista serba aveva assegnato agli studenti il compito di realizzare un'opera utilizzando solo 10 euro. Exergie - Butter Dance ha avuto oltre 20 rappresentazioni distinte. Secondo Suryodarmo, "lo scopo di far funzionare questo lavoro è alzarsi. Puoi fallire, ma lo fai comunque. Raramente si mostra come rialzarsi dopo una caduta."
Un video modificato di Exergie - Butter Dance è stato caricato su YouTube come Adele Butter Dance nel 2012. Nel video, la performance di Suryodarmo del 2010 al Lilith Performance Studio è abbinata alla canzone del 2011 di Adele Someone Like You. Fino al 2014, il video aveva ricevuto oltre 1 milione di visualizzazioni, facendo sì che il New York Times pubblicasse un articolo su di lei. Nell'articolo, Rachel Will ha scritto che il video ha trasformato Suryodarmo in "uno dei più famosi artisti performativi usciti dall'Indonesia".

### Why Let the Chicken Run?
Why Let the Chicken Run? ("Perché lasciar correre il pollo?") è una performance di 15 minuti in cui Suryodarmo insegue un pollo. Il lavoro, eseguito per la prima volta nel 2001, è una risposta al lavoro di Ana Mendieta del 1972, Death of a Chicken. L'opera simboleggia gli "implacabili inseguimenti nella vita" delle persone.

### Lullaby for the Ancestors
Nel pezzo di Suryodarmo del 2001 Lullaby for the Ancestors ("Ninna nanna per gli antenati"), l'artista cammina ripetutamente in cerchio attorno a un cavallo mentre fa schioccare una frusta, poi immerge la testa in un secchio d'acqua. Il lavoro è basato sulla Jaran Kepang, una danza tradizionale giavanese in cui i ballerini entrano in trance e sopportano prove fisiche.

### The Black Ball

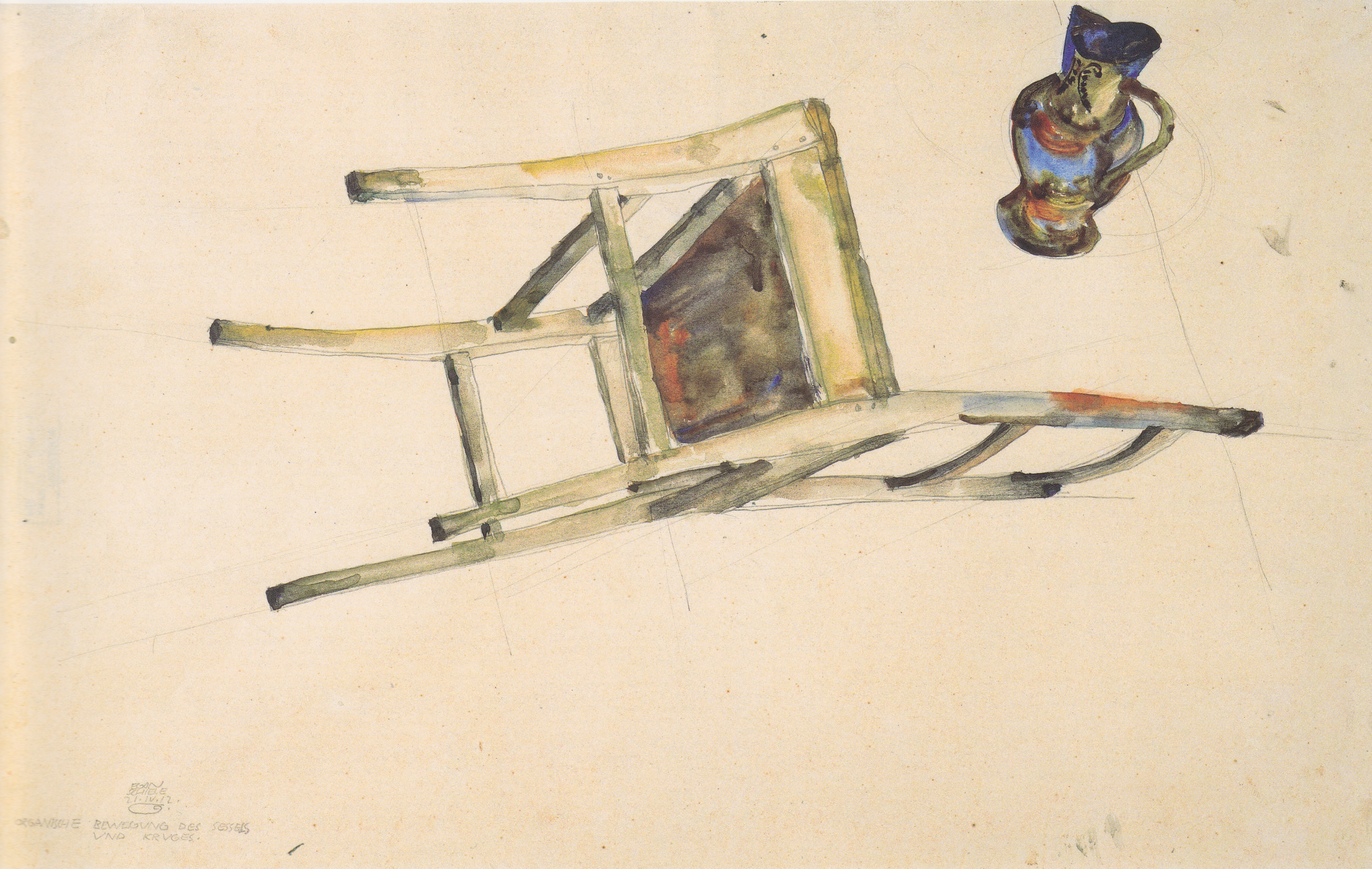
Movimento organico di una sedia e di una brocca di Egon Schiele ha ispirato The Black Ball di Suryodarmo.

Suryodarmo ha ideato l'opera del 2005 The Black Ball per una retrospettiva sul pittore Egon Schiele. Ispirata al disegno di Schiele del 1912 Movimento organico di una sedia e una brocca, teneva in mano una palla nera mentre sedeva silenziosamente su una sedia fissata al muro del museo, in alto rispetto al pavimento. Durante i primi quattro giorni dello spettacolo, è rimasta seduta sulla sedia per otto ore.

### I Love You
Lo spettacolo di Suryodarmo del 2007 I Love You si è svolto per la prima volta a Barcellona, dove l'artista si è esibita portando una lastra di vetro da 70 libbre e ripetendo le parole "Ti amo" per quattro ore. Ha eseguito I Love You in Inghilterra, Svezia e Malesia.

### The Acts of Indecency
Nel 2012 Suryodarmo ha creato una serie fotografica influenzata da Egon Schiele chiamata The Acts of Indecency nel 2012. Nell'opera espone le gambe ed è vestita con un tutù, con indosso calze strappate imbottite con palline da ping pong o chiodi.

### Dialogue With My Sleepless Tyrant
Nell'opera di due ore di Suryodarmo del 2013 Dialogue With My Sleepless Tyrant, l'artista si sdraia nel mezzo di una torre di materassi. È visibile solo la sua testa, che sporge dalla pila di 18 materassi, mentre i suoi capelli pendono di lato. L'ispirazione per la performance è legata alla fiaba La principessa sul pisello.

### Transaction of Hollows
Nel suo pezzo Transaction of Hollows, Suryodarmo scocca frecce contro le pareti della galleria usando un arco giavanese. Durante una performance ha lanciato 800 frecce fino a quando le sue dita hanno iniziato a sanguinare.

## Mostre e residenze
- 2006: Grace Exhibition Space, New York
- 2006: Loneliness in the Boundaries, mostra personale alla Cemeti Art House[18]
- 2007: "Artist in Studio 2007" al Lilith Performance Studio, Svezia
- 2009: "Workshop presso l'Accademia di Belle Arti" dell'Università di Umeå, Svezia
- 2010: "Residenza IASPIS" a Umeå e Saxnäs, Svezia
- 2011: residenza presso Manila Contemporary, Filippine
- 2012: residenza al Waremill Center, New York, USA[9]
- 2014: APB Foundation Signature Art Prize, Singapore Art Museum, Singapore[19]
- 2015: 8ª Triennale di arte contemporanea dell'Asia del Pacifico (APT8), Queensland Art Gallery & Gallery of Modern Art, Queensland, Australia[20]
- 2016: Biennale di Singapore 2016: An Atlas of Mirror, Museo d'Arte di Singapore[21]
- 2017: SUNSHOWER: Contemporary Art from Southeast Asia 1980s to Now, National Art Center Tokyo, Mori Art Museum, Tokyo, Giappone[22]
- 2018: TIMORIBUS, Galleria ShanghART, Singapore[23]
- 2019: Contemporary Worlds: Indonesia, National Gallery of Australia, Canberra, Australia[24]
- 2020: Why let the chicken run?, Museo MACAN, Giacarta, Indonesia[25]